# Metaplan
Metaplan – metoda dyskusji, która polega na tym, że w czasie debaty uczestnicy wspólnie tworzą plakat będący graficznym skrótem tej debaty. Dyskusję metodą metaplanu można przeprowadzić w dużej grupie lub w małych zespołach.